# HK Admiral Vladivostok
HK Admiral Vladivostok (ryska: Хоккейный клуб Адмирал Владивосток) är en professionell ishockeyklubb i Vladivostok, Ryssland. Laget bildades och anslöt till KHL inför säsongen 2013/2014, som ett led i KHL:s planerade expansion österut. Redan första säsongen lyckades laget ta sig till slutspelet om Gagarin Cup. Efter Coronavirusutbrottet våren 2020 meddelde laget att man inte kommer delta i KHL säsongen 2020/2021.